# Астрагал зігнутий
Астрага́л зі́гнутий (Astragalus reduncus) — вид трав'янистих рослин з родини бобових, поширений в Україні (Крим і Присивашшя) та на півдні європейської частини Росії.

## Опис
Багаторічна рослина 10–30 см. Листочки 3–7 мм довжиною, 2–3(4) мм завширшки. Чашечка з ниткоподібними зубцями, біло-волосиста, з чорними волосками на зубцях, ребрах і біля основи, іноді майже вся чорно-волосиста. Боби серпоподібно вигнуті, слабо-волосисті, кілюваті на черевці, на спинці жолобчасті.
Цвіте в квітні–травні, плодоносить у травні–червні. Розмножується насінням та поділом каудекса.

## Поширення
Поширений в Україні (Крим і Присивашшя) та на півдні європейської частини Росії.
В Україні вид зростає на степах, перелогах і пасовищах — у Криму (Перекоп, Євпаторія, Феодосія, о. Чонгар) й херсонському Присивашші.

## Загрози й охорона
Загрозами є: фрагментарність ареалу, ізольованість місць зростань, скорочення характерних для виду екотопів внаслідок розорювання, надмірний випас.
Занесений до Червоної книги Україні в статусі «Зникаючий». Охороняється на території БЗ «Асканія-Нова».